# Manchester (Kansas)
Manchester è una città degli Stati Uniti d'America della contea di Dickinson nello Stato del Kansas.